# Jan Van den Herrewegen
Jan Van den Herrewegen (Oudenaarde, 9 september 1993) is een Belgisch squasher.

## Levensloop
Van den Herrewegen werd viermaal Belgisch kampioen. Daarnaast won hij onder meer in 2015 de Sutton Coldfield International, in 2019 de Colin Payne Kent Open en in 2020 de Odense Open
Van den Herrewegen studeerde computerwetenschappen aan de Universiteit Gent, alwaar hij afstudeerde in 2015. Vervolgens behaalde hij een MSc in cyberveiligheid aan de Universiteit van Birmingham.

## Palmares
- 2011:  Belgisch kampioenschap
- 2012:  Belgisch kampioenschap
- 2013:  Belgisch kampioenschap
- 2014:  Belgisch kampioenschap
- 2015:  Belgisch kampioenschap
- 2015:  Sutton Coldfield International
- 2016:  Belgisch kampioenschap
- 2017:  Belgisch kampioenschap
- 2018:  Belgisch kampioenschap
- 2019:  Belgisch kampioenschap
- 2019:  Colin Payne Kent Open
- 2020:  Odense Open
- 2020:  Belgisch kampioenschap